# Oonops
Oonops är ett släkte av spindlar som beskrevs av Robert Templeton 1835. Oonops ingår i familjen dansspindlar.

## Dottertaxa tillOonops, i alfabetisk ordning[1][2]
- Oonops acanthopus
- Oonops alticola
- Oonops amacus
- Oonops amoenus
- Oonops anoxus
- Oonops aristelus
- Oonops balanus
- Oonops caecus
- Oonops castellus
- Oonops chickeringi
- Oonops chilapensis
- Oonops citrinus
- Oonops cubanus
- Oonops cuervus
- Oonops delegenus
- Oonops domesticus
- Oonops donaldi
- Oonops ebenecus
- Oonops endicus
- Oonops erinaceus
- Oonops figuratus
- Oonops floridanus
- Oonops furtivus
- Oonops gertschi
- Oonops globimanus
- Oonops hasselti
- Oonops itascus
- Oonops leai
- Oonops leitaoni
- Oonops longespinosus
- Oonops longipes
- Oonops loxoscelinus
- Oonops lubricus
- Oonops mahnerti
- Oonops mckenziei
- Oonops minutus
- Oonops mitchelli
- Oonops nigromaculatus
- Oonops oblucus
- Oonops olitor
- Oonops ornatus
- Oonops pallidulus
- Oonops persitus
- Oonops petulans
- Oonops placidus
- Oonops procerus
- Oonops propinquus
- Oonops puebla
- Oonops pulcher
- Oonops pulicarius
- Oonops reddelli
- Oonops reticulatus
- Oonops ronoxus
- Oonops rowlandi
- Oonops sativus
- Oonops secretus
- Oonops sicorius
- Oonops singulus
- Oonops sonora
- Oonops stylifer
- Oonops tectulus
- Oonops tenebus
- Oonops tolucanus
- Oonops trapellus
- Oonops triangulipes
- Oonops tubulatus
- Oonops tucumanus
- Oonops validus
- Oonops vestus
- Oonops viridans
- Oonops zeteki